# エルトン・ジョン・バンド
エルトン・ジョン・バンド(Elton John Band) は、エルトン・ジョンのバンド。

## 現在のメンバー（2019年12月現在）
- エルトン・ジョン - リード・ボーカル, ピアノ
- デイヴィー・ジョンストン (Davey Johnstone) - ギター、音楽監督、バッキング・ボーカル (1971年–1977年、1982年–現在)
- ナイジェル・オルソン (Nigel Olsson) - ドラム、パーカッション、バッキング・ボーカル (1969年–1975年、1980年–1984年、1988年、2001年–現在)
- レイ・クーパー (Ray Cooper) - パーカッション (1973年–1977年、1979年、1985年–1987年、1993年–1995年、2009年–現在)
- ジョン・マホーン (John Mahon) - パーカッション、バッキング・ボーカル (1997年–現在)
- キム・バラード (Kim Bullard) - キーボード (2009年–現在)
- マット・ビソネット (Matt Bissonette) - ベース、バッキング・ボーカル (2012年–現在)

## 主な過去のバンド・メンバー
- トニー・マレイ (Tony Murray) - ベース (1969年–1970年)
- ロジャー・ポープ (Roger Pope) - ドラム、パーカッション (1969年–1971年、1975年–1976年)
- カレブ・クウェイ (Caleb Quaye) - ギター、ドラム、パーカッション (1969年–1971年、1975年–1976年)
- ディー・マレイ (Dee Murray) - ベース、バッキング・ボーカル (1970年–1975年、1980年–1984年、1988年)
- デヴィッド・ヘンツェル (David Hentschel) - シンセサイザー (1972年–1973年)
- ケニー・パサレリ (Kenny Passarelli) - ベース、バッキング・ボーカル (1975年–1976年)
- ジェームズ・ニュートン・ハワード (James Newton Howard) - キーボード、編曲 (1975年–1981年)
- フレッド・マンデル (Fred Mandel) - キーボード、ギター (1984年–1990年)
- チャーリー・モーガン (Charlie Morgan) - ドラム (1985年–1987年、1990年、1992年–1998年)
- デヴィッド・ペイトン (David Paton - ベース、バッキング・ボーカル (1985年–1986年)
- ガイ・バビロン (Guy Babylon) - キーボード (1988年–2009年)
- ボブ・バーチ (Bob Birch) - ベース、バッキング・ボーカル (1992年–2012年)
- ジョン・ジョーゲンソン (John Jorgenson) - ギター、サクソフォーン、バッキング・ボーカル (1995年–2000年、2019年)

## 主な参加ミュージシャン&ゲスト
- ポール・バックマスター (Paul Buckmaster) - 編曲、チェロ
- レスリー・ダンカン (Lesley Duncan) - アコースティックギター、バッキング・ボーカル
- ダスティ・スプリングフィールド (Dusty Springfield) -  バッキング・ボーカル
- リック・ウェイクマン (Rick Wakeman) - オルガン
- ジャン＝リュック・ポンティ (Jean-Luc Ponty) - エレクトリック・ヴァイオリン
- ルーサー・ヴァンドロス (Luther Vandross) - ボーカル
- キキ・ディー (Kiki Dee) - バッキング・ボーカル
- ブルース・ジョンストン (Bruce Johnston) - バッキング・ボーカル
- カール・ウィルソン (Carl Wilson) - バッキング・ボーカル
- トニ・テニール (Toni Tennille) - バッキング・ボーカル
- タワー・オブ・パワー (Tower of Power) - ホーン・セクション
- ジョン・レノン (John Lennon) (credited as Dr. Winston O' Boogie) - ギター
- ラベル (Labelle) - バッキング・ボーカル、バックコーラス
- デヴィッド・クロスビー (David Crosby) - バッキング・ボーカル
- グラハム・ナッシュ (Graham Nash) - バッキング・ボーカル
- ロンドン交響楽団 (London Symphony Orchestra)
- メルボルン交響楽団 (Melbourne Symphony Orchestra)
- デイヴィッド・サンボーン (David Sanborn) - サクソフォーン
- デヴィッド・ペイチ (David Paich) - キーボード
- ジェフ・ポーカロ (Jeff Porcaro) - ドラム
- ピート・タウンゼント (Pete Townshend) - ギター
- スティーヴィー・ワンダー (Stevie Wonder) - ハーモニカ
- ジョン・ディーコン (John Deacon) - ベース
- ニック・カーショウ (Nik Kershaw) - ギター
- フレディ・ハバード (Freddie Hubbard) - トランペット、フリューゲルホルン
- エリック・クラプトン (Eric Clapton - ギター、ボーカル
- デヴィッド・ギルモア (David Gilmour - ギター
- k.d.ラング (k.d. Lang) - ボーカル
- P.M.ドーン (P.M. Dawn) - ボーカル
- リトル・リチャード (Little Richard) - ボーカル
- ドン・ヘンリー (Don Henley) - ボーカル
- クリス・レア (Chris Rea) - ボーカル
- タミー・ウィネット (Tammy Wynette) - ボーカル
- グラディス・ナイト (Gladys Knight) - ボーカル
- ポール・ヤング (Paul Young) - ボーカル
- ボニー・レイット (Bonnie Raitt) - ボーカル
- レナード・コーエン (Leonard Cohen) - ボーカル
- ジョージ・マイケル (George Michael) - ボーカル
- デオン・エッツ (Deon Estus) - ベース
- ポール・キャラック (Paul Carrack) - オルガン
- アレッサンドロ・サフィーナ (Alessandro Safina) - オペラ